# Alice Charbonnier
Alice Marguerite Charbonnier (née en 1923 ; morte le 10 octobre 2009 à Genève) est une joueuse de tennis suisse des années 1950 et 1960.
Elle est également connue sous son nom de femme mariée, Alice Wavre. Elle est la mère du navigateur Dominique Wavre.

## Parcours en Grand Chelem (partiel)
Si l’expression « Grand Chelem » désigne classiquement les quatre tournois les plus importants de l’histoire du tennis, elle n'est utilisée pour la première fois qu'en 1933, et n'acquiert la plénitude de son sens que peu à peu à partir des années 1950.

### En simple dames
| Année | Championnat d'Australie | Championnat d'Australie | Internationaux de France | Internationaux de France | Wimbledon       | Wimbledon       | US National     | US National |
| ----- | ----------------------- | ----------------------- | ------------------------ | ------------------------ | --------------- | --------------- | --------------- | ----------- |
| 1950  | -                       | -                       | 2e tour (1/16)           | A. Seghers               | -               | -               | -               | -           |
| 1951  | -                       | -                       | 3e tour (1/8)            | Doris Hart               | -               | -               | -               | -           |
| 1952  | -                       | -                       | 1er tour (1/32)          | J. Patorni               | -               | -               | -               | -           |
| 1953  | -                       | -                       | 2e tour (1/16)           | Julia Sampson            | -               | -               | -               | -           |
| 1956  | -                       | -                       | 1er tour (1/32)          | Edda Buding              | -               | -               | -               | -           |
| 1962  | -                       | -                       | -                        | -                        | 1er tour (1/64) | Carmen Coronado | -               | -           |
| 1964  | -                       | -                       | -                        | -                        | -               | -               | 1er tour (1/64) | Liv Paldan  |

À droite du résultat, l’ultime adversaire.

### En double dames
| Année | Championnat d'Australie | Championnat d'Australie | Internationaux de France      | Internationaux de France    | Wimbledon | Wimbledon | US National | US National |
| ----- | ----------------------- | ----------------------- | ----------------------------- | --------------------------- | --------- | --------- | ----------- | ----------- |
| 1950  | -                       | -                       | 1er tour (1/16) De La Giroday | Rita Anderson Helen Rihbany | -         | -         | -           | -           |
| 1951  | -                       | -                       | 2e tour (1/8) Helena Matous   | B. Watson G. Woodgate       | -         | -         | -           | -           |
| 1952  | -                       | -                       | 2e tour (1/8) van der Wall    | Shirley Fry Doris Hart      | -         | -         | -           | -           |
| 1956  | -                       | -                       | 1er tour (1/16)               | Maud Galtier A. Seghers     | -         | -         | -           | -           |

Sous le résultat, la partenaire ; à droite, l’ultime équipe adverse.

### En double mixte
| Année | Championnat d'Australie | Championnat d'Australie | Internationaux de France  | Internationaux de France  | Wimbledon                    | Wimbledon           | US National | US National |
| ----- | ----------------------- | ----------------------- | ------------------------- | ------------------------- | ---------------------------- | ------------------- | ----------- | ----------- |
| 1952  | -                       | -                       | 2e tour (1/16) René Buser | C. Mercelis Gino Mezzi    | -                            | -                   | -           | -           |
| 1953  | -                       | -                       | 1er tour (1/32) L. Cody   | S. Lazzarino Marcello Del | -                            | -                   | -           | -           |
| 1956  | -                       | -                       | 2e tour (1/16) Samir El   | Thelma Coyne Luis Ayala   | -                            | -                   | -           | -           |
| 1962  | -                       | -                       | -                         | -                         | 1er tour (1/64) J. P. Lemann | P. Wheeler G. Paish | -           | -           |

Sous le résultat, le partenaire ; à droite, l’ultime équipe adverse.

## Parcours en Coupe de la Fédération
| #                                                            | Date       | Lieu         | Surface      | Gagnante(s)                     | Perdante(s)                         | Score    |          |
|                                                              |            |              |              |                                 |                                     |          |          |
| 1963 - 1er tour (groupe mondial) - Suisse - Pays-Bas - 0 : 3 |            |              |              |                                 |                                     |          |          |
| 1                                                            | 17/06/1963 | Londres      | Herbe (ext.) | Eva Duldig                      | Alice Charbonnier                   | 6-1, 6-4 | Parcours |
|                                                              |            |              |              |                                 |                                     |          |          |
| 1964 - 1er tour (groupe mondial) - France - Suisse - 3 : 0   |            |              |              |                                 |                                     |          |          |
| 2                                                            | 01/09/1964 | Philadelphie | Herbe (ext.) | Françoise Dürr                  | Alice Charbonnier                   | 6-3, 6-2 | Parcours |
| 2                                                            | 01/09/1964 | Philadelphie | Herbe (ext.) | Françoise Dürr Jeanine Lieffrig | Anne-Marie Studer Alice Charbonnier | 8-6, 6-2 | Parcours |